# فيرونيكا فاغنر
فيرونيكا فاغنر (بالسويدية: Veronica Wagner)‏ هي لاعبة جمباز فني سويدية، ولدت في 7 يوليو 1987 في ستوكهولم في السويد.

## وصلات خارجية
- فيرونيكا فاغنر على موقع الاتحاد الدولي للجمباز (licence) (الإنجليزية)
- فيرونيكا فاغنر على موقع الاتحاد الدولي للجمباز (biography) (الإنجليزية)
- فيرونيكا فاغنر على موقع اللجنة الأولمبية الدولية (الإنجليزية)
- فيرونيكا فاغنر على موقع أوليمبيديا (الإنجليزية)
- فيرونيكا فاغنر على موقع اللجنة الأولمبية السويدية (السويدية)